# بوب براون (لاعب كرة قدم أمريكية أمريكي)
بوب براون (بالإنجليزية: Bob Brown) هو لاعب كرة قدم أمريكية أمريكي، ولد في 8 ديسمبر 1941 في كليفلاند في الولايات المتحدة.

## وصلات خارجية
- بوب براون على موقع مرجع كرة القدم المحترفة.كوم (الإنجليزية)
- بوب براون على موقع إن إن دي بي (الإنجليزية)